# 斯特里爾科維奇
49°29′59″N 23°8′2″E / 49.49972°N 23.13389°E

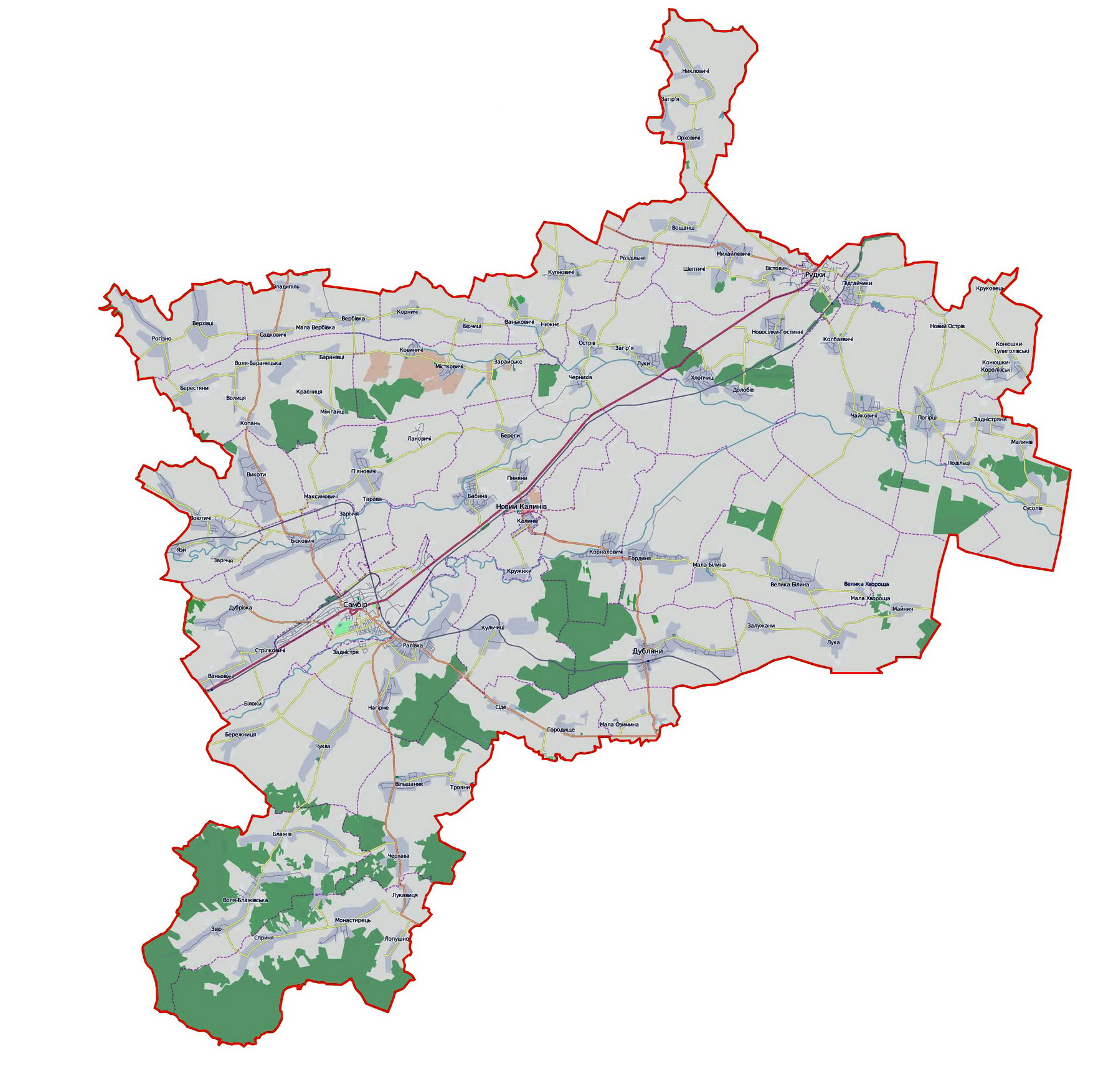

斯特里爾科維奇（烏克蘭語：Стрілковичі），是烏克蘭西部的村莊，隸屬利維夫州的桑比爾區。該村始建於1395年，面積10.4平方公里，海拔高度320米，2001年人口1,208，人口密度每平方公里116.19人。